# Lana Parrilla
Lana María Parrilla (New York, 15 luglio 1977) è un'attrice statunitense.

## Biografia
Lana Parrilla nacque a Brooklyn. È figlia del portoricano Sam Parrilla (1943-1994), giocatore di baseball, mentre sua madre è di discendenza italiana, di origini siciliane (Villabate), e lavora in banca. I genitori di Lana divorziarono quando lei aveva 4 anni. Ha vissuto i primi dieci anni della sua vita con sua madre, poi è andata a vivere con suo padre, che era troppo protettivo nei suoi confronti, tanto da non lasciarla iscrivere in una scuola di teatro, cosa che ha ritardato la sua carriera di attrice. Parrilla ha vissuto con il padre fino al suo assassinio nel 1994, ad opera di un quindicenne che sparò al petto dell'uomo senza apparente motivo. Dopo la sua morte, Lana si trasferì da sua madre in Burbank, California. L'attrice tra le varie cose ha vissuto per un breve periodo a Granada, in Spagna, nel 2007, per imparare lo spagnolo. Dopo le scuole superiori si trasferì a Los Angeles, iscrivendosi alla Beverly Hills Playhouse per studiare recitazione. Ha inoltre studiato canto per dieci anni.
Prima ancora di avere ruoli rilevanti nel mondo televisivo e cinematografico, è apparsa nella copertina del libro "L'occhio della maga", sesta storia della serie horror per ragazzi La Strada della Paura, scritta da R. L. Stin, uscito nel 1996.
Agli inizi della sua carriera, Parrilla apparse in numerosi film, inclusi Very Mean Men (2000), Spiders (2000), The Replicant (2001) e Frozen Stars (2003). Ha fatto il suo debutto nel piccolo schermo nel 1999, con la sitcom Grown Ups. Nel 2000, è entrata nel cast della serie TV della ABC Spin City, nel ruolo di Angie Ordonez per una stagione. Lasciò lo show nel 2001. Dopo si è unita a Donnie Wahlberg e Neal McDonough nel breve crime drama Boomtown, per il quale ha ricevuto un Imagen Award come miglior attrice non protagonista per il ruolo di Teresa, un paramedico. Inizialmente un successo, Boomtown iniziò a ricevere meno ascolti. Fu cancellato dopo due episodi della seconda stagione.
Parrilla ha partecipato come guest star in vari telefilm, inclusi JAG, Six Feet Under, Covert Affairs, Medium, The Defenders e Chase. Ha avuto un ruolo ricorrente nel 2004 come l'ufficiale Janet Grafton in NYPD Blue. Nel 2005, Parrilla ottenne un ruolo nella quarta stagione di 24, come Sarah Gavin. Dopo sei episodi, Lana divenne un membro regolare del cast, ma nel tredicesimo episodio il suo personaggio venne tagliato fuori.
Nel 2006, Parrilla entrò nel cast della serie della NBC Windfall insieme a Luke Perry. Nel 2007 partecipò come guest star nella terza stagione della serie TV della ABC Lost, nel ruolo di Greta. Nel 2008 ha avuto un ruolo nel film La doppia vita di Eleanor Kendall. Sempre nel 2008, entrò nel cast di Swingtown come Trina Decker. Nel 2010 ottenne un ruolo principale nella serie TV Miami Medical, creata da Jerry Bruckheimer.
Nel febbraio 2011 venne scelta per interpretare il sindaco Regina Mills nella serie TV fantasy della ABC C'era una volta, creata da Edward Kitsis e Adam Horowitz. La serie debuttò nell'ottobre 2011. Il pilot fu visto da 12,93 milioni di persone, e ricevette commenti positivi dalla critica.
La sua interpretazione della spietata Regina Cattiva nella serie ha avuto un ottimo responso dalla critica, tanto da farle guadagnare l'ALMA Award come miglior attrice in una serie drammatica, una candidatura come miglior attrice non protagonista al 38º Saturn Award, un TV Guide Award come miglior cattivo ed infine tre nomination ai Teen Choice Awards.
Nel 2022 entra nel cast della serie televisiva Avvocato di difesa - The Lincoln Lawyer.

## Filmografia

### Cinema
- Very Mean Men, regia di Tony Vitale (2000)
- Spiders, regia di Gary Jones (2000)
- Frozen Stars, regia di David-Matthew Barnes (2003)
- One Last Ride - L'ultima corsa (One Last Ride), regia di Tony Vitale (2005)
- The Tax Collector - Sangue chiama sangue (The Tax Collector), regia di David Ayer (2020)
- Scrap, regia di Vivian Kerr (2022)
- Atlas, regia di Brad Peyton (2024)

### Televisione
- Grown Ups – serie TV, episodi 1x02-1x06 (1999)
- Spin City – serie TV, 21 episodi (2000-2001)
- Semper Fi, regia di Michael W. Watkins – film TV (2001)
- JAG - Avvocati in divisa (JAG) – serie TV, episodio 7x15 (2002)
- The Shield – serie TV, episodio 1x13 (2002)
- Boomtown – serie TV, 24 episodi (2002-2003)
- NYPD - New York Police Department (NYPD Blue) – serie TV, 3 episodi (2004)
- Six Feet Under – serie TV, episodi 4x06-4x07 (2004)
- 24 – serie TV, 12 episodi (2005)
- Windfall – serie TV, 13 episodi (2006)
- Lost – serie TV, 3x21-3x22-3x23 (2007)
- La doppia vita di Eleonor Kendall  (The Double Life of Eleanor Kendall), regia di Richard Roy – film TV (2008)
- Swingtown – serie TV, 13 episodi (2008)
- Miami Medical – serie TV, 13 episodi (2010)
- Covert Affairs – serie TV, episodio 1x03 (2010)
- Medium – serie TV, episodio 7x02 (2010)
- The Defenders – serie TV, episodio 1x07 (2010)
- Chase – serie TV, episodio 1x12 (2011)
- C'era una volta (Once Upon a Time) – serie TV, 155 episodi (2011-2018) – Regina Mills
- Why Women Kill – serie TV, 10 episodi (2021)
- Avvocato di difesa - The Lincoln Lawyer (The Lincoln Lawyer) – serie TV (2023)

## Riconoscimenti
- ALMA Award

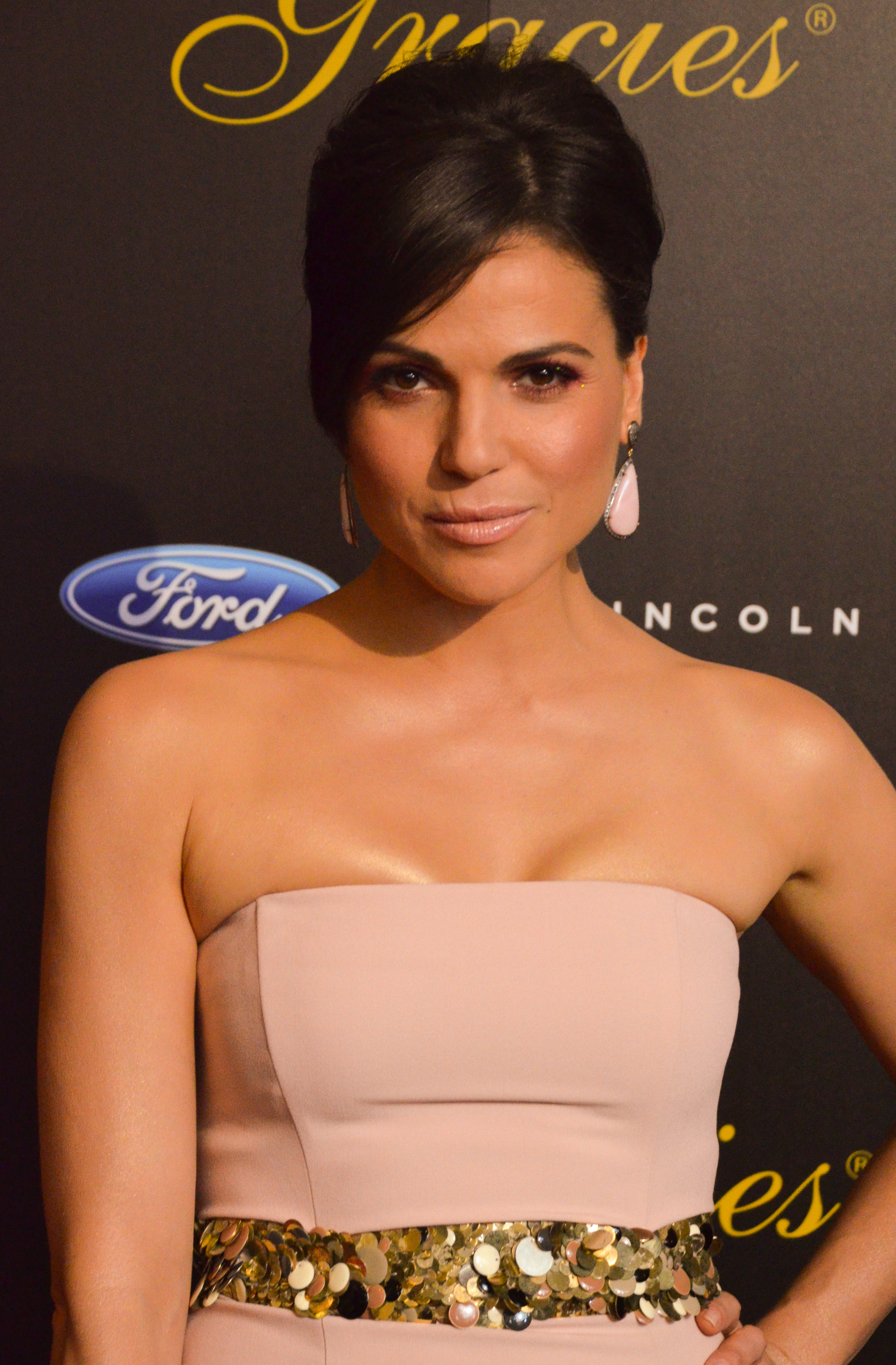
Lana Parrilla al Gracie Award 2013.

  - 2008 – Candidatura alla miglior attrice non protagonista in una serie drammatica per Swingtown
  - 2012 – Miglior attrice non protagonista in una serie TV per C'era una volta[7]

- Imagen Awards
  - 2003 – Miglior attrice non protagonista per Boomtown[5]
  - 2013 – Candidatura alla miglior attrice di televisione per C'era una volta

- NHMC Impact Award
  - 2013 – Candidatura alla miglior attrice non protagonista per C'era una volta

- Saturn Award
  - 2012 – Candidatura alla miglior attrice non protagonista

- Teen Choice Awards
  - 2013 – Candidatura al miglior cattivo per C'era una volta
  - 2016 – Miglior attrice in una serie TV sci-fi/fantasy per C'era una volta

- TV Guide Award
  - 2012 – Miglior cattivo per C'era una volta

## Doppiatrici italiane
Nelle versioni in italiano delle opere in cui ha recitato, Lana Parrilla è stata doppiata da:
- Francesca Fiorentini in Covert Affairs, Avvocato di difesa - The Lincoln Lawyer, Atlas
- Emanuela Rossi in The Shield
- Vanna Busoni in Boomtown
- Stella Musy in 24
- Eleonora De Angelis in Windfall
- Michela Alborghetti in Lost
- Claudia Catani in Swingtown
- Chiara Colizzi in Miami Medical
- Laura Lenghi in Medium
- Laura Romano in C'era una volta